# José Manuel Saiz Pineda
José Manuel Sáiz Pineda, nació el 23 de agosto de 1967. Se graduó de contador público habiéndose desempeñado como Secretario de Administración y Finanzas del Gobierno del estado de Tabasco bajo el gabinete de Andrés Rafael Granier Melo. Actualmente Saiz Pineda estuvo recluido en el Centro de Readaptación Social de Tabasco (CRESET), ubicado a un costado de la Ciudad Industrial de Villahermosa, en cumplimiento de una orden de aprehensión por agentes federales de la Procuraduría General de la República, en complicidad con el entonces gobernador Andrés Granier Melo. Obtuvo su libertad en el mes de enero de 2019.

## Inicios
Es Licenciado en Contaduría Pública por la Universidad Juárez Autónoma de Tabasco (UJAT), de donde egresó en 1990. Asimismo, posee una Maestría en Impuesto por el Instituto de Especialización para Ejecutivos (Mérida, Yucatán) con la tesis La Planeación Patrimonial como Herramientas de Continuidad de la Empresa Familiar.(Falta fuente)[cita requerida]
En su curriculum académico destacan diversos cursos de especialización en finanzas públicas y empresariales desde 1989 al 2006, así como diplomados en impuestos, derecho corporativo y management.(Falta fuente) Como ponente, durante el periodo 1999-2000 ofreció cursos de capacitación en el Instituto de Especialización para Ejecutivos, A. C..[cita requerida]

## Carrera
Al principio de su carrera como contador público, Saiz Pineda participó en el sector privado de su estado, en empresas de prestigio como el Grupo Recinto Memorial y el Presente Diario del Sureste (decano del periodismo local), al tiempo que trabajó para varios despachos contables y como socio en la firma de consultoría fiscal y patrimonial internacional Orozco Felgueres García Millán y Asociados, S.C.P., al igual que de la firma Patrimonium Asesores Integrales, S.C.P., de fuerte presencia en el sureste de México y en el Distrito Federal.
En su trayectoria profesional destaca su participación en el Centro Empresarial de Tabasco, S.P. (COPARMEX), en la Asociación Empresarial Reto Emprender, A.C., y en el Centro Integrador de Negocios (CINEDIEM).[cita requerida]
En paralelo a su trabajo para el sector privado de Tabasco y del sureste mexicano, atendió y colaboró con diversas instancias de gobierno, tanto estatal como municipal, como es el caso del Gobierno de Yucatán, el Congreso del estado de Tabasco en su carácter de Socio Responsable del Servicio Gubernamental de la firma Orozco Felgueres García Millán y Asociados, S.C.P., y de los ayuntamientos de Mérida, (Yucatán); Benito Juárez (Quintana Roo); y Centro (Tabasco).[cita requerida]
El 22 de mayo de 2013 como parte de investigaciones sobre el desvío de recursos del erario del estado de Tabasco, oficialmente se decomisaron 88.5 millones de pesos en efectivo en la bodega de una refaccionaria de una comunidad perteneciente al municipio de Nacajuca, Tabasco.
El extitular de finanzas quedó formalmente preso por los delitos de peculado y ejercicio indebido del servicio público al no presentar pruebas de su inocencia.